# Ritratto del conte Diego Guicciardi
Il Ritratto del conte Diego Guicciardi è un dipinto di Ugo Vittore Bartolini. Eseguito nel 1970, appartiene alle collezioni d'arte della Fondazione Cariplo.

## Descrizione
Si tratta di un ritratto di Diego Guicciardi (1756-1837), della nobile famiglia Guicciardi, uomo politico lombardo, copiato da Bartolini, come indicato in un'iscrizione sul retro del telaio.